# Bolopus
Bolopus is een geslacht van insecten uit de familie van de breedvoetvliegen (Platypezidae), die tot de orde tweevleugeligen (Diptera) behoort.

## Soort
- B. furcatus (Fallen, 1826)